# Mixogaster
Mixogaster is een vliegengeslacht uit de familie van de zweefvliegen (Syrphidae).

## Soorten
- M. breviventris Kahl, 1897
- M. delongi Johnson, 1926
- M. johnsoni Hull, 1941